# Linares (Új-León)
Linares egy város Mexikó Új-León államának középpontjától délkeletre. 2010-ben lakossága meghaladta a 63 000 főt. Turisztikai értékei miatt az országos turisztikai titkárságtól megkapta a Pueblo Mágico címet.

## Földrajz

### Fekvése
A város Új-León állam középpontjától délkeletre, a Keleti-Sierra Madre hegység és a Mexikói-öböl-menti-síkság találkozásának közelében épült fel a Pablillo folyó mellett. Maga a település egy viszonylag sík területen található a tenger szintje felett körülbelül 350 méterrel, de mintegy 20 km-re már több ezer méteres hegyek emelkednek. A beépített területeket szinte csak mezőgazdaságilag hasznosított részek veszik körül, illetve kisebb arányban matorral.

### Éghajlat
A város éghajlata meleg, de nem rendkívül forró, tavasz végétől őszig csapadékos. Minden hónapban mértek már legalább 35 °C-os hőséget, a rekord elérte a 44 °C-ot is. Az átlagos hőmérsékletek a januári 14,7 és a júliusi 28,4 fok között váltakoznak, fagy a téli hónapokban és ritkán márciusban is előfordulhat. Az évi átlagosan 763 mm csapadék időbeli eloszlása nagyon egyenetlen: a májustól októberig tartó fél éves időszak alatt hull az éves mennyiség mintegy 85%-a.
| Hónap                                   | Jan. | Feb. | Már. | Ápr. | Máj. | Jún. | Júl. | Aug. | Szep. | Okt. | Nov. | Dec. | Év   |
| --------------------------------------- | ---- | ---- | ---- | ---- | ---- | ---- | ---- | ---- | ----- | ---- | ---- | ---- | ---- |
| Rekord max. hőmérséklet (°C)            | 35,0 | 38,5 | 42,0 | 41,0 | 44,0 | 42,0 | 41,5 | 41,0 | 40,0  | 38,0 | 38,0 | 35,0 | 44,0 |
| Átlagos max. hőmérséklet (°C)           | 21,6 | 24,4 | 27,5 | 32,1 | 32,9 | 34,6 | 35,8 | 36,1 | 33,0  | 29,6 | 25,8 | 22,0 | 29,6 |
| Átlaghőmérséklet (°C)                   | 14,7 | 16,5 | 19,6 | 24,4 | 25,7 | 27,4 | 28,4 | 28,3 | 26,0  | 22,9 | 19,2 | 15,2 | 22,4 |
| Átlagos min. hőmérséklet (°C)           | 7,7  | 8,6  | 11,8 | 16,7 | 18,5 | 20,2 | 20,9 | 20,5 | 19,1  | 16,3 | 12,6 | 8,5  | 15,1 |
| Rekord min. hőmérséklet (°C)            | −3,0 | −5,6 | −1,0 | 3,0  | 7,0  | 11,0 | 12,0 | 10,0 | 9,0   | 7,0  | 0,0  | −4,0 | −5,6 |
| Átl. csapadékmennyiség (mm)             | 10   | 20   | 20   | 39   | 111  | 62   | 51   | 137  | 179   | 107  | 17   | 10   | 763  |
| Forrás: Servicio Meteorológico Nacional |      |      |      |      |      |      |      |      |       |      |      |      |      |

## Népesség
A település népessége a közelmúltban folyamatosan növekedett:
| Év   | Lakosság |
| ---- | -------- |
| 1990 | 44 436   |
| 1995 | 49 921   |
| 2000 | 53 681   |
| 2005 | 56 065   |
| 2010 | 63 104   |

## Története
A települést 1712. április 2-án alapították meg Villa de San Felipe de Linares néven, Fernando Alencastre Noroña y Silvia tiszteletére, aki a spanyolországi Linares hercege volt. Ám a várost Hualahuises területén akarták megalapítani, ezért az ottani lakók tiltakoztak, és azt kérték, hogy egy távolabbi helyen épüljön fel az új város. A konfliktus egészen magas szintig, az alkirálysági hivatalokig eljutott, végül Francisco de Barbadillo y Victoriát jelölték ki arra a feladatra, hogy oldja meg a helyzetet. Végül 1715 novemberében megjelent egy olyan utasítás, hogy a lakók települjenek át egy távolabbi helyre.
Történetének legjelentősebb fordulópontja az 1777-es év volt, mert egyrészt ez év május 19-én kapta meg a magasabb ciudad (város) rangot, másrészt ebben az évben alakult meg a Linaresi püspökség, amely hamarosan az egész környék legfontosabb egyházi központjává vált. A város fontos kereskedelmi központ lett, valamint az északi országrész első cukornádtermelő helye.

## Turizmus, látnivalók, kultúra
A város fontos turisztikai központ, úgynevezett Pueblo Mágico. Számos építészeti értéke van, például az 1886-ban épült községi palota, a díszes homlokzatú Morelos gyógyszertár, a francia stílusú városi kaszinó, a 18. századi Szent Fülöp-székesegyház és az 1783-ban épült Irgalmasság Ura-kapolna. A városban múzeum is található, 2,5 kilométerre a központtól pedig egy tíz hektáros park terül el, az úszómedencékkel is rendelkező El Nogalar, amely minden korosztály által kedvelt kikapcsolódási helyszín. A település mellett, keleti irányban 12 km távolságra található az 1667-ből származó egykori Guadalupe hacienda, ahol ma az Új-Leóni Egyetem egyik egysége működik. A Linarestől 18 km-re levő Cerro Prieto víztározó a horgász- és víziturizmus célpontja.
Linaresben több fesztivált is tartanak: augusztusban a Villa Seca-fesztivált, amelynek során egy dobot ajándékoznak a kiemelkedőségükért díjazott városlakóknak, másrészt február végén-március elején is van egy ünnepély. A helyi kézművesek fő termékei a bőrből készült tárgyak.